# Frankfurter Entsorgungs- und Service GmbH
Die Frankfurter Entsorgungs- und Service GmbH  (FES) ist ein deutsches, öffentlich-privates Unternehmen der Entsorgungsbranche in Frankfurt am Main. Die Gesellschaft ging 1995/96 aus dem früheren Amt für Abfallwirtschaft und Stadtreinigung der Stadt Frankfurt am Main hervor. Heute ist FES das größte Entsorgungsunternehmen in der Rhein-Main-Region und bietet Dienstleistungen um die Entsorgung und Flächenreinigung für Kommunen, Industrie, Handel, Gewerbe und Privatkunden an.

## Tätigkeitsfelder
Der größte Kunde von FES ist nach wie vor die Stadt Frankfurt am Main. Die Aufgaben, die das Unternehmen für die Stadt ausführt, ergeben sich unter anderem aus der Abfallsatzung der Stadt Frankfurt am Main, aus der Satzung zur Straßenreinigung der Stadt Frankfurt am Main, der Hessischen Gemeindeordnung und den Abfallkonzepten der Hessischen Landesregierung.

### Übersicht Leistungen und Services
- Entsorgungsleistungen

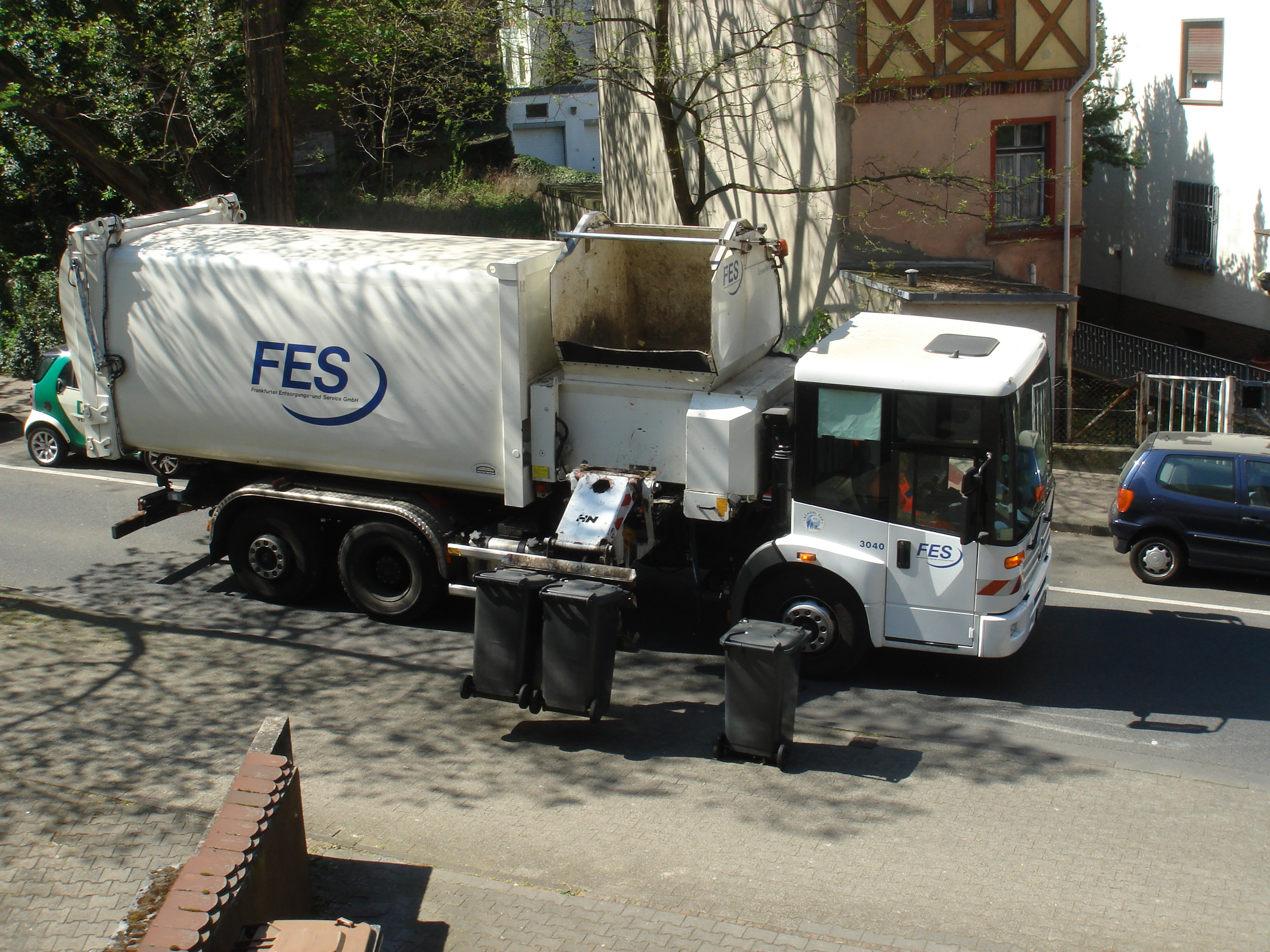
Seitenlader Müllwagen der FES Frankfurt

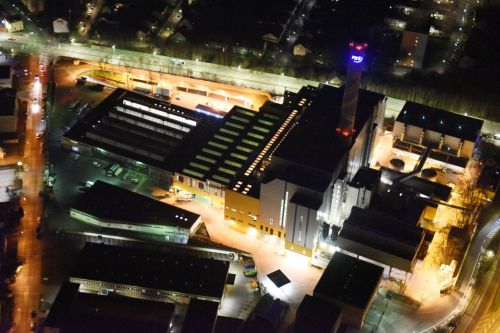
Müllheizkraftwerk der FES Frankfurt

  - Einsammeln und Entsorgen von Restmüll, Altpapier, Bioabfall, Verpackungsabfall, Altglas, Sperrmüll, Grünschnitt, Altholz, Altmetall usw.
  - Verwertung und Vermarktung von Wertstoffen
  - Sonderabfallentsorgung/Schadstoffsammlung
  - Fäkalienentsorgung
  - Behälter- und Containerdienst
- Reinigungsleistungen
  - Kommunale Stadtreinigung
  - Flächen- und Objektreinigung
  - Grünpflege
  - Laub- und Winterdienst
  - Betrieb und Reinigung öffentlichen Toiletten
- Komplettdienstleistungen
  - Werksentsorgung
  - Entsorgungsmanagement
  - Verkehrsmaßnahmen
  - Veranstaltungsservice
- Services
  - Kofferraumservices
  - Service-Center
  - Call-Center
  - Online-Service wie Abfall-ABC oder Abfallkalender
  - Abfallberatung
  - Pädagogische Angebote
  - Pfandbechersystem #MainBecher
  - Online-Reparaturführer
  - RECYCLIST Onlinemagazin für Nachhaltiges
  - Altelektrogeräteportal reYOUrs

### Hausmüll/Gewerbemüll
Generell wird unterschieden zwischen der Entsorgung von Hausmüll (Abfall aus privaten Haushalten) und von Gewerbemüll (Abfall von Industrie, Handel und Gewerbebetrieben).
Hausmüll: Für Hausmüll besteht ein Anschluss- und Benutzungszwang, d. h. private Haushalte sind verpflichtet, ihren Abfall über das kommunale Abfallwirtschaftssystem entsorgen zu lassen. Zum kommunalen Kundenkreis von FES gehören neben der Stadt Frankfurt am Main auch diverse weitere Kommunen im Rhein-Main-Gebiet.
Allen Frankfurter Haushalten stehen vier Mülltonnen zur Verfügung: für Restmüll, Altpapier, Bioabfälle und Verpackungen. Diese Tonnen werden in regelmäßigen Abständen von FES geleert. Sperrmüll bis zu 10 m³ wird von FES kostenlos nach vorheriger Anmeldung abgeholt. Für Altglas stehen flächendeckend im Stadtgebiet verteilt rund 1.500 Altglascontainer zur Verfügung. Schadstoffe können an Schadstoffmobilen abgegeben werden. Altpapier Grünabfälle, Sperrmüll, Verpackungen, Metallschrott, Elektrogeräte und Holz können von Frankfurter Bürgern im Rahmen des sogenannten „Kofferraumservice“ auch selbst angeliefert werden.
Viele Kommunen im Rhein-Main-Gebiet unterhalten keinen eigenen Abfallwirtschaftsbetrieb mehr, sondern vergeben diese Dienstleistungen in regelmäßigen Abständen im Zuge von Ausschreibungen an Entsorgungsunternehmen. FES beteiligt sich regelmäßig an diesen Ausschreibungen und gewinnt dabei den einen oder anderen Auftrag.
Gewerbemüll: Auch für die Entsorgung des Restmülls, der bei einem Gewerbebetrieb in Frankfurt am Main anfällt, ist FES zuständig. Alle anderen von Gewerbebetrieben erzeugten Abfälle (z. B. Wertstoffe) unterliegen dagegen nicht dem Anschluss- und Benutzungszwang, sondern müssen von den Gewerbebetrieben in eigener Zuständigkeit ordnungsgemäß entsorgt werden. In diesem Bereich des Entsorgungsmarkts herrscht freier Wettbewerb, an dem sich FES mit Erfolg beteiligt.

### Behältersysteme
In Frankfurt am Main gibt es ein 4-Tonnen-System (siehe oben). Die Abfallbehälter (Mülltonnen) bestehen aus Kunststoff und haben Rollen. Durch unterschiedlich farbige Deckel wird der Inhalt der Tonnen gekennzeichnet: grau für Restmüll, grün für Altpapier, braun für Biomüll und gelb für Verpackungen. Diese Farbgebung ist in Deutschland nicht einheitlich und kann von Kommune zu Kommune abweichen. Die Tonnen sind in verschiedenen Größen von 80 Liter bis 1.100 Liter verfügbar. Diese teilen sich wie folgt auf: Restmüll (80, 120, 240, 770 & 1100 l), Bio (120 & 240 l), Papier und Verpackung (120, 240, 770 & 1100 l). Die Tonnen sind Eigentum von FES und können dort bestellt, abbestellt oder getauscht werden. Darüber hinaus gibt es eine Vielzahl von unterschiedlichen Behältersystemen für den gewerblichen Bedarf. Das Angebot reicht von 30 Liter-Spezialeimern bis zu 36 m³-Containern, die von Hecklader-, Seitenlader- oder Frontladerfahrzeugen umgeleert bzw. von Absetz- oder Abrollfahrzeugen gewechselt werden. Zum Behältersortiment gehören auch Selbstpresscontainer sowie zahlreiche Spezialanfertigungen für einzelne Kunden, z. B. zum Einsatz bei der Entsorgung in Hochhäusern und in Einkaufszentren.

### Gebühren
Die Festlegung und der Einzug der Gebühren für die Abfallentsorgung und die Straßenreinigung sind eine hoheitliche Aufgabe der Stadt Frankfurt am Main. Alle Informationen und Erläuterungen dazu befinden sich auf den Internetseiten der Stadt Frankfurt am Main: Abfallgebührensatzung der Stadt Frankfurt am Main, Straßenreinigungssatzung der Stadt Frankfurt am Main.

## Gesellschafter
Das Unternehmen wurde 1995 von der Stadt Frankfurt am Main als alleiniger Gesellschafterin gegründet. Mit Wirkung zum 1. Januar 1998 übernahm Remondis, heute das größte deutsche Entsorgungsunternehmen, einen Minderheitsanteil an FES, gemeinsam mit der Führung des operativen Geschäfts der Gesellschaft. Vorangegangen war eine Ausschreibung dieses Minderheitsanteils, an der sich neben deutschen Entsorgungsunternehmen auch mehrere Gesellschaften aus dem europäischen Ausland beteiligt hatten. Im Sommer 2020 erneuerten die Stadt Frankfurt und Remondis die Partnerschaft, womit Remondis weiterhin zu 49 % Anteilseignerin bleibt.
Somit ist FES ein gemischtwirtschaftliches Unternehmen, auch Private-Public-Partnership (PPP) genannt.

## Geschichte

### Hauptsitz Luisenhof
Die FES nutzt den Luisenhof im Frankfurter Stadtteil Bornheim als Hauptsitz. Der Luisenhof war einst ein mittelalterlicher Militärposten vor den Toren der Stadt, der zugleich Patrizierfamilien als ländliches Refugium diente. Im Jahr 1837 kam das damals zerfallende Anwesen in den Besitz der Familie Rothschild. Diese schuf den bis heute erhaltenen Günthersburgpark und errichtete ein klassizistisches Sommerschlösschen. Mayer Carl von Rothschild erbaute 1866 den „Luisenhof“ als Ersatz für den baufälligen Ökonomiehof der Burg und benannte ihn nach seiner Frau Louise. Im Jahr 1898 erwarb die Stadt Frankfurt am Main den Gutshof aus Rothschilds Erbe und errichtete dort noch im selben Jahr ihren Fuhrpark. Seitdem dient der Luisenhof als Verwaltungssitz und Depot der Müllabfuhr und Straßenreinigung. Zum 1. Januar 1996 bezog die FES den Standort.

### Meilensteine vor Gründung FES
1855 erteilte die Stadt Frankfurt am Main Bauern die ersten Aufträge zur Abfuhr von Unrat. Das städtische Fuhramt nahm 1873 seinen Betrieb auf. Mit einem stadteigenen Fuhrpark fuhr es Haus- und Straßenkehricht ab. Den Luisenhof erwarb die Stadt 1889.
Das Stadtreinigungsamt wurde 1954 ein eigenes Dezernat. Weitere Fortentwicklungen waren die Errichtung einer Abfallverbrennungsanlage in der Frankfurter Nordweststadt 1965, die Einführung der Altpapiertonne im Stadtgebiet Frankfurt 1986 und die Einführung der Gelben Tonne im Stadtgebiet Frankfurt 1992. Erste flächendeckende mobile Sonderabfallsammlungen gab es ab 1988. Zum 31. Dezember 1999 erlosch das Amt für Abfallwirtschaft und Stadtreinigung.

### Meilensteine ab Gründung FES
Nach Ende des Amts für Abfallwirtschaft und Stadtreinigung wurde 1995 die FES Frankfurter Entsorgungs- und Service GmbH gegründet, die zum 1. Januar 1996 ihren operativen Betrieb aufnahm. 1998 übernahm REMONDIS 49 % von FES. Im gleichen Jahr wurde die Biotonne im Stadtgebiet Frankfurt eingeführt, ein Jahr später nahm die Bioabfallbehandlungsanlage ihren Betrieb auf.
FES erwarb 2000 die Abfallumladeanlage im Frankfurter Osthafen. Zugleich wurde die Schlackeaufbereitungsanlage auf die Deponie Flörsheim/Wicker verlegt und die Flughafen-Service GmbH zur Entsorgung der Abfälle des Flughafens Frankfurt gegründet. Mit der FES Abfallmanagement und Service GmbH (FAS) als Tochter von FES folgte 2002 eine weitere Neugründung. 2003 nahm die neue Altpapiersortieranlage ihren Betrieb auf. FES übernahm im gleichen Jahr die Mehrheitsanteile der Frankfurter Fußreinigung Dr. Feiler & Co.
Die Abfallverbrennungsanlage wurde 2004–2009 im laufenden Betrieb saniert und in Müllheizkraftwerk Frankfurt am Main umbenannt. Als Betreibergesellschaft wurde 2006 die MHKW GmbH gegründet. Weitere Neuerungen gab es 2005 bei der Schlackeaufbereitungsanlage, die nachgerüstet und optimiert wurde, und 2006 bei der Gewerbeabfallsortieranlage, die im Frankfurter Osthafen ihren Betrieb aufnahm. Die Frankfurter Fußwegreinigung Dr. Feiler & Co. wurde in diesem Jahr zur 100%igen Tochter von FES und firmierte als FFR GmbH.
2008 wurde die Schlackeaufbereitungsanlage abermals modernisiert. Das FES-Servicecenter bezog 2009 neue Räumlichkeiten auf dem Liebfrauenberg.

## Unternehmensverbund
Die FES-Gruppe umfasst folgende Gesellschaften:
- FFR GmbH (100 %)
Die FFR ist der größte Anbieter für privaten Winterdienst in Frankfurt am Main. Darüber hinaus betreut die Gesellschaft die Geschäftsfelder Flächen- und Objektreinigung, Grünpflege, Baustellenservice (Verkehrsleit- und Absperrmaßnahmen) sowie Veranstaltungsservice (Frischwasser, Abwasser, Reinigung, Absperrung usw.) bei Großveranstaltungen.
- FES Abfallmanagement- und Service GmbH (FAS) (100 %)
Die Hauptaufgabe von FAS ist die Leerung der Gelben Tonne in verschiedenen Kommunen des Rhein-Main-Gebiets. Zudem werden in einigen Umland-Gemeinden u. a. Restmüll, Sperrmüll, E-Schrott, Altpapier, Altglas und Grünschnitt abgefahren. Weitere Geschäftsfelder sind der Containerdienst für gewerbliche Kunden und die Abfallentsorgung von Großkunden.
- RMB Rhein-Main Biokompost GmbH (RMB) (100 %)
Seit 1999 verwertet RMB biologisch abbaubare Abfälle aller Art. Sie betreibt im Frankfurter Osthafen eine Bioabfallbehandlungsanlage, die die Verfahren Vergärung und Tunnelrotte kombiniert. Aus Bioabfall werden nährstoffreicher Kompost und gleichzeitig ökologisch saubere Energie gewonnen. Der unter dem Markennamen „humerra“ erzeugte Kompost ist besonders hochwertig und trägt das RAL-Gütesiegel. Das beim Vergärungsprozess entstehende Biogas wird im eigenen Blockheizkraftwerk in Wärme und Strom umgewandelt. Die gewonnene Wärme und elektrische Energie decken den Bedarf der Anlage vollständig. Darüber hinaus wird der über den Eigenbedarf hinaus produzierte Strom in das öffentliche Versorgungsnetz eingespeist.
- Flughafen-Service GmbH (FSG) (33,3 %)
FSG ist eine Gemeinschaftsunternehmen der FES mit der Fraport AG und der Meinhardt Städtereinigung & Co. KG. Die Gesellschaft erbringt  Entsorgungsleistungen für den Frankfurter Flughafen und den Flughafen Hahn.
- Müllheizkraftwerk Frankfurt am Main GmbH (MHKW) (50 %)
MHKW ist ein Gemeinschaftsunternehmen von FES mit der Mainova AG und betreibt seit 2007 das sanierte Müllheizkraftwerk in der Frankfurter Nordweststadt.

Die Unternehmen der FES-Gruppe sind Mitglieder der Entsorgergemeinschaft der Deutschen Entsorgungswirtschaft e. V.

## Betriebene Anlagen
FES betreibt mehrere Abfallbehandlungsanlagen sowie hauseigene Werkstätten:
- Altpapiersortieranlage
Die Anlage wurde 2003 errichtet. Ihr technisches Kernstück ist das optoelektronische Sortierverfahren. Dieses erkennt mittels hochauflösender Kameratechnik und CMYK-Sensorik Kartons und durchgefärbte Papiere sowie Störstoffe. Die verschiedenen Papierqualitäten werden zu Ballen gepresst oder als lose Ware an die Papierindustrie weitergeleitet. Kapazität: 130.000 t pro Jahr.
- Abfallumladeanlage
Die Anlage dient vorrangig der Sicherstellung der geregelten Abfallbeseitigung in der Rhein-Main-Region bei Ausfällen der Müllverbrennungsanlagen in Frankfurt und Offenbach. Außerdem werden in der Anlage z. B. Sperrmüll, Holz, Kunststoffe und Bauabfälle abgeladen, ihrer Verwertbarkeit gemäß separiert und anschließend in die verschiedenen Verwertungswege disponiert. Umlademenge: 160.000 t pro Jahr.
- Bioabfallbehandlungsanlage
(siehe Unternehmensverbund: RMB)
- Gewerbeabfallsortieranlage
Die Anlage bietet insbesondere Gewerbekunden, die Abfälle nicht getrennt erfassen können, einen Weg zur umweltgerechten Entsorgung. Die Abfallsortierung erfolgt in einem automatisierten, mehrstufigen Verfahren und mittels Einsatz von optischen Erkennungsmethoden. Die gewonnenen Rohstoffe werden der stofflichen Verwertung zugeführt. Kapazität: 75.000 t pro Jahr.
- Müllheizkraftwerk
Abfallverbrennungsanlage und Heizkraftwerk wurden zeitgleich, aber organisatorisch getrennt ab 1965 zur Fernwärmeversorgung des neuen Frankfurter Stadtteils Nordweststadt errichtet und seitdem mehrfach nachgerüstet. Seit 1999 werden auch Gewerbeabfälle thermisch verwertet. Im Zuge von Sanierungsarbeiten, die 2009 abgeschlossen wurden, wurden beide Anlagenteile zu einem voll integrierten Müllheizkraftwerk zusammengefasst.  Kapazität: 525.000 t pro Jahr.
- Schadstoffkleinmengenlager
Das Schadstoffkleinmengenlager dient zur Zwischenlagerung von schadstoffhaltigen Abfällen aus der Hausmüllsammlung und aus dem Gewerbe. Die verschiedenen Sonderabfälle werden in transportgerechte Einheiten zusammengefasst und von hier aus ihrer eigentlichen Beseitigung in einer Sonderabfallentsorgungsanlage transportiert. Umschlagsmenge: durchschnittlich 350 t pro Jahr.
- Schlackeaufbereitungsanlage
Die Verbrennungsschlacken aus dem Müllheizkraftwerk Frankfurt am Main und weiteren Müllverbrennungsanlagen werden von FES auf dem Gelände der Deponie Flörsheim/Wicker in einer eigenen Anlage aufbereitet. Die auf diese Weise gewonnene Feinschlacke wird im Deponiebau verwendet. Grobe Bestandteile werden auf der Deponie abgelagert, Unverbranntes wird zurück in die Abfallverbrennungsanlage transportiert. Im Zuge der Aufbereitung werden eisenhaltige Metalle und Nichteisenmetalle separiert und der stofflichen Verwertung zurückgeführt. Kapazität: 350.000 t pro Jahr.
- Kfz-Werkstatt
FES unterhält eine der größten Werkstätten für Nutzfahrzeuge in der Rhein-Main-Region, um die Ausfallzeiten der eigenen Entsorgungs- und Reinigungsfahrzeuge und damit die vorzuhaltende Fahrzeugreserve zu minimieren.
- Behälter-Werkstatt
Die Behälterwerkstatt führt Reparaturen an den Abfallsammelbehältern sowie die gesetzlich vorgeschriebenen Überprüfungen durch.

## FES-Leistungen in Zahlen
Die FES (2019)
- 700.000 Tonnen transportierte Abfälle im Jahr,
- davon allein 294.000 Tonnen von privaten Haushalten in Frankfurt am Main,
- Leerung von 45.400 Mülltonnen pro Tag
- 29.000 Leerungen öffentlicher Papierkörbe pro Woche,
- Reinigung von 31 Mio. Quadratmeter öffentliche Fläche pro Woche,
- reinigte 2500 Sinkkästen in der Woche,
- Winterdienst auf 1250 Straßenkilometern,
- betreibt 31 öffentliche Toiletten in Frankfurt am Main.

## Nachhaltigkeit
Gemäß der Abfallhierarchie nach § 6 Kreislaufwirtschaftsgesetz (KrWG) spielt für das Unternehmen Abfallvermeidung eine wichtige Rolle. Die FES entwickelt daher innovative Projekten sowie Dienstleistungen und veröffentlicht jährlich einen Nachhaltigkeitsbericht, der einen Gesamtüberblick über Umweltziele, Abfallvermeidung, CO2-Einsparung und Lärmreduktion gibt. So wurden etwa elektrische Müllfahrzeuge oder mithilfe von Digitalisierung eine optimierte und ressourcensparende Müllabfuhr eingeführt. Zu den nachhaltigen Projekten zählen unter anderem:

### Das Pfandsystem #MainBecher
Die FES hat 2019 mit dem Mehrwegbecher #MainBecher ein stadtweites Pfandsystem für To-Go-Becher in Frankfurt am Main auf den Weg gebracht. Mehr als 120 Cafés, Bäckereien und Tankstellen beteiligen sich bereits daran.
Denn statistisch gesehen werden in Deutschland pro Sekunde 90 To-Go-Becher weggeworfen. Auch in der Metropole Frankfurt landen viele Kaffeebecher im Müll. Studien zufolge beträgt der Volumenanteil von To-Go-Bechern in Abfallkörben bis zu 15 Prozent. Ein Einweg-Trinkbecher ist nur ca. 15 Minuten im Einsatz, bevor er im Abfall landet.
Diese Herausforderung ging die gemeinnützige Initiative Cup2gether an, der es gelang, ein Mehrweg-Pfandbecher-System für Frankfurt-Bornheim einzuführen. Da daraufhin auch etliche andere Stadtteile die Einführung dieses Systems forderten, beauftragte die Stadt Frankfurt die FES, das System im gesamten Frankfurter in Verkehr zu bringen und zu etablieren. Das ist der #MainBecher.
Der neue Becher knüpft an den Bornheimer Becher an, ist in zwei Größen erhältlich und besteht zu 100 % aus natürlichen und nachwachsenden Rohstoffen sowie natürlich vorkommenden Mineralien. Somit ist er biologisch abbaubar. Er wird in Deutschland hergestellt und besteht hauptsächlich aus Lignin, einem Nebenprodukt der Papierherstellung. Der umstrittene Rohstoff Bambus, der sich durch den Einsatz von Melaminharz für Kaffeebecher als nicht schadstofffrei und damit als ungeeignet erwiesen hat, ist nicht enthalten. Der #MainBecher ist spülmaschinentauglich, so dass er problemlos hygienisch gereinigt werden kann. Das Design des Frankfurter Bechers ist identitätsstiftend und erinnert daran, dass alle Bürger und Bürgerinnen gemeinsam etwas für ihre Stadt tun können.

### RECYCLIST Onlinemagazin für Nachhaltiges
Im Jahr 2021 launchte die FES das überregionale Onlinemagazin für Nachhaltiges namens RECYCLIST. Ziel des Magazins ist es, Unternehmen und Menschen, die an Nachhaltigkeitsthemen interessiert sind, mit redaktionell aufbereiteten Themen zu informieren. Schwerpunkte liegen auf den Themen Recycling und Abfälle, aber auch andere Bereiche, die Nachhaltigkeit und Umwelt betreffen, werden aufgegriffen.
Vor allem neue Gesetze und Verordnungen wie die Gewerbeabfallverordnung, das neue Verpackungsgesetz oder das Elektrogesetz gesetz werden im RECYCLIST erklärt. In verschiedenen Rubriken wie Recht, Ratgeber oder über einen Glossar wird Wissenswertes aufgearbeitet.

### Weitere nachhaltige Serviceangebote
Gemeinsam mit der Gesellschaft für Wiederverwendung und Recycling (GWR) eröffnet die FES demnächst außerdem den Shop reYOUrs für gebrauchte Elektrogeräte. Die FES sammelt dafür Altgeräte ein, woraufhin sie von der GWR repariert werden. Die Geräte werden dann wieder verkauft und sparen so im Vergleich zum Kauf neuer Gegenstände Ressourcen. Zudem stellt das Unternehmen Frankfurter Bürgerinnen und Bürgern einen Online-Reparaturführer bereit.

## Gesellschaftliche Engagements
- Fessie – ist ein Bildungsangebot an Schulen und Kindergärten/-horten  um das Thema Abfallentsorgung und Recycling. Das Programm unterhält eine eigene Online-Plattform, eine Lernwerkstatt,  Informationsmaterialien, Computerspiele, die Fessie-Spieletonne.
- Im Rahmen der Nachwuchs- und Schulförderung der Fraport Skyliners, ein Profi-Basketballclub, unterstützt FES den ‚School Cup powered by FES’. 2008 nahmen 64 Schulmannschaften an diesem Wettbewerb teil.